# NGC 6045A
NGC 6045A في الفهرس العام الجديد، هي مجرة، تقع في كوكبة الجاثي. اكتشفت في 27 يونيو 1886 بواسطة لويس سويفت.

## روابط خارجية
- NGC 6045A على موقع ويكي سكاي: DSS2, SDSS, GALEX, IRAS, Hydrogen α, X-Ray, Astrophoto, Sky Map, Articles and images